# Sărăteni
Sărăteni è un comune della Moldavia situato nel distretto di Leova di 921 abitanti al censimento del 2004

## Località
Il comune è formato dall'insieme delle seguenti località (popolazione 2004)
- Sărăteni (775 abitanti)
- Victoria (146 abitanti)